# 高压釜
高压釜（英語：autoclave），又稱高壓灭菌釜、高压灭菌器、加压釜或加压灭菌器，是用水蒸汽的高温高压对物品进行灭菌处理的装备。通常的处理条件是在高压饱和蒸汽121摄氏度下处理15到20分钟，具体处理条件由待处理物品的体积和数量决定。高压釜在1879年由Charles Chamberland发明，其前身是1679年Denis Papin发明的蒸解器。高压釜的英文名是一个复合词，auto-来自于希腊文，是自动的意思，而-clave来自于拉丁文“钥匙”一词，所以该词意为一种自动上锁的装置。

## 应用
高压釜被广泛应用于微生物学、医药领域、刺青、身体穿孔、兽医学、牙医学、足病医疗和修复整形制备。高压釜的大小和功能因其处理的对象而异。
典型的处理对象包括实验室玻璃制品、手术用具、医疗废物、病患护理用品、动物笼填充垫，以及LB培养基。
目前，高压釜在医疗废物（诸如带有致病菌的医院废物）抛弃前的灭菌处理方面应用正在显著增长，但過程並不足以除去朊毒體或是一些微生物產生的毒素（例如：革蘭氏陰性細菌的脂多糖）。作此种功用的高压釜，通常都是使用原始原理的普通高压釜，通过利用加压蒸汽和过热水来消毒有潜在致病能力的物品。新一代的废物处理高压釜可以在不使用任何加压容器的情况下对培养基、橡胶制品、实验服、手套等达到相同的杀菌效果。这对于无法承受干热炉（hot air oven）高温的物品特别有用。但是对于全玻璃制成的注射器来说，干热炉是更好的选择。
高压釜也被广泛用于处理复合材料，以及硫化处理橡胶。高压釜提供的高温高压环境可以确保可重复的产生最优的物理性质。在航空领域和桅杆制作上，会使用到长达五十英尺以上、宽达十英尺的高压釜。 
一般情況下在在高壓飽和蒸汽121攝氏度下處理15到20分鐘即可達到滅菌效果，但考慮到使用的目的以及不同器材有不同厚度，因此在處理一般的感染性廢棄物時若能達到操作溫度攝氏121度以上，每平方英吋15磅以上之壓力，加熱時間為60分鐘以上會更佳。通常可以利用各種不同的指示方式來確認滅菌成功與否，舉例來說嗜熱桿菌芽孢就是良好的檢測生物指示劑，唯有經過成功滅菌手續後的嗜熱桿菌芽孢才會失活而無法生長。

## 原理和排气分类
高压釜的基本原理和高压锅相似，都是通过加压提高水的沸点来达成高温。高压釜需要排去比热容较低的空气，以饱和水蒸汽取而代之，才能有效加热物体实现灭菌。饱和水蒸气在134°C三分钟即可完成灭菌，而一般空气即使是在160°C也需要两小时。高压釜按照排气原理可以分为：
除此之外还有较为简陋的高压釜，不设专门的排气装置，需要手动进行排气。这类高压釜和加了压力表的高压锅没有什么区别，一般叫做灭菌锅，在经济条件较差或者非医用的地方常有使用。